# No Rest for the Wicked
No Rest for the Wicked —en español: No hay descanso para los malvados— es un álbum de Ozzy Osbourne lanzado a través de Epic Records el 25 de octubre de 1988 y remasterizado el 22 de agosto de 1995. Fue certificado disco de oro en diciembre de 1989. Logró ubicarse en la posición n.º 13 en la listas de éxitos Billboard 200. Significó el primer álbum de estudio de Ozzy Osbourne con el guitarrista estadounidense Zakk Wylde.
La canción que abre el disco, "Miracle Man", está basada en el escándalo desatado por el predicador evangelista Jimmy Swaggart al ser descubierto con una prostituta en 1988.

## Composición y grabación

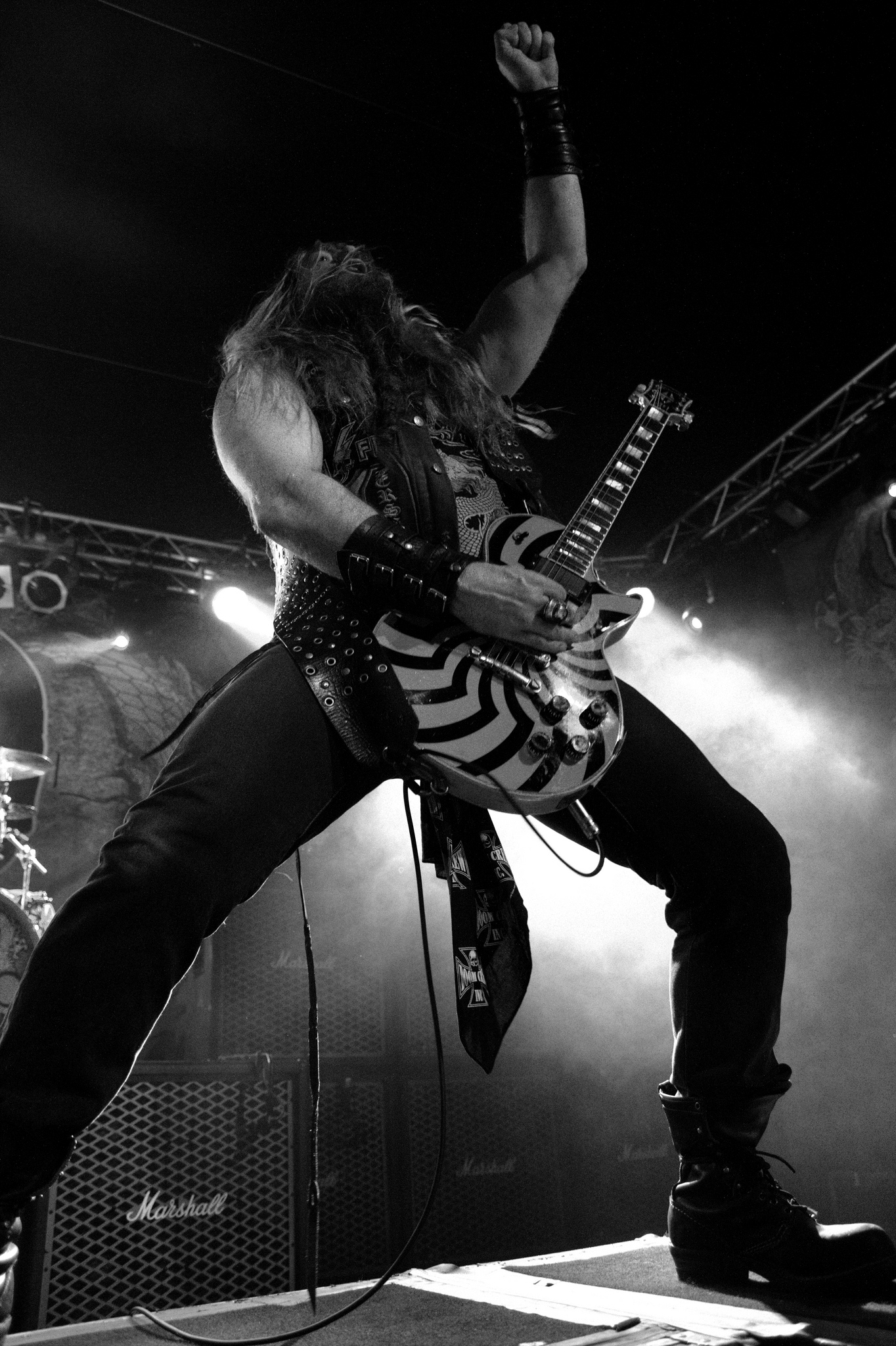
No Rest for the Wicked representó el debut del guitarrista Zakk Wylde en la banda de Osbourne.

No Rest for the Wicked es el debut discográfico del guitarrista Zakk Wylde. Después de despedir al guitarrista Jake E. Lee en 1987, Osbourne recibió una cinta demo de Wylde y más tarde lo contrató después de una audición.
El bajista y compositor Bob Daisley hizo su regreso a la banda de Osbourne después de que ambos tuvieron un conflicto personal en 1985. Una vez que se completó la grabación del álbum, Daisley fue nuevamente reemplazado, esta vez por el excompañero de Ozzy en Black Sabbath, Geezer Butler.
"Miracle Man", "Crazy Babies" y "Breakin' All the Rules" fueron lanzadas como sencillos con vídeos musicales promocionales. La canción "Hero", una pista oculta, no fue incluida en la lista de los discos compactos y casetes originales de 1988, y en ese momento se creía comúnmente que se titulaba "Fools Know More". La canción "Miracle Man" fue una dedicatoria al televangelista Jimmy Swaggart. Durante mucho tiempo, Swaggart criticó la música y las actuaciones en vivo de Osbourne, antes de que él mismo se viera envuelto en un escándalo de prostitución en 1988, lo que provocó la dedicatoria de Osbourne. La letra de la canción "Bloodbath in Paradise" hace referencia a los crímenes cometidos por la familia Manson, un grupo de delincuentes que asesinaron a la actriz Sharon Tate y a otras personas en 1969 bajo las órdenes de Charles Manson.

## Lista de canciones
1. Miracle Man (Osbourne, Wylde, Daisley) - 3:43
2. Devil's Daughter (Osbourne, Wylde, Daisley, Castillo, Sinclair) - 5:14
3. Crazy Babies (Osbourne, Wylde, Daisley, Castillo) - 4:14
4. Breaking All the Rules (Osbourne, Wylde, Daisley, Castillo, Sinclair) - 5:14
5. Bloodbath in Paradise (Osbourne, Wylde, Daisley, Castillo, Sinclair) - 5:02
6. Fire in the Sky (Osbourne, Wylde, Daisley, Castillo, Sinclair) - 6:24
7. Tattooed Dancer (Osbourne, Wylde, Daisley) - 3:23
8. Demon Alcohol (Osbourne, Wylde, Daisley, Castillo) - 4:27
9. Hero (tema no listado en la primera edición) (Osbourne, Wylde, Daisley, Castillo, Sinclair) - 4:45
10. The Liar (bonus track de la reedición de 2002) (Osbourne, Wylde, Daisley, Sinclair) - 4:29
11. Miracle Man [live] (bonus track de la reedición de 2002) (Osbourne, Wylde, Daisley) - 3:47

## Personal
- Ozzy Osbourne - voces
- Zakk Wylde - guitarra
- Bob Daisley - bajo
- Randy Castillo - batería
- John Sinclair - teclados

## Listas de éxitos

### Álbum
| Año                                   | Lista | Posición |
| ------------------------------------- | ----- | -------- |
| 1988                                  |       |          |
| Australian Albums (Kent Music Report) | 40    |          |
| Norwegian Albums Chart                | 12    |          |
| Estados Unidos (Billboard 200)        | 13    |          |
| Swedish Albums Chart                  | 18    |          |
| UK Albums Chart                       | 23    |          |
| Swiss Albums Top 100                  | 26    |          |
| German Albums Chart                   | 29    |          |

### Sencillos
| Año  | Sencillo      | Lista            | Posición |
| ---- | ------------- | ---------------- | -------- |
| 1988 | "Miracle Man" | UK Singles Chart | 87       |